# Clutia stuhlmannii
Clutia stuhlmannii là một loài thực vật có hoa trong họ Peraceae. Loài này được Pax mô tả khoa học đầu tiên năm 1894.